# Антидот (фільм)
Антидот (Antidote) — науково-фантастичний фільм жахів 2021 року, написаний та знятий Пітером Даскалоффом із Меттью Торонто.

## Про фільм
Молоду жінку тримають у полоні в підземному медичному закладі.
Там обраних людей постійно калічать, а потім зцілюють — за допомогою секретної протиотрути.

## Знімались
| Актор            | Роль      |
| ---------------- | --------- |
| Ешлін Єнні       | Шерін     |
| Луїс Менділор    | Гелленбах |
| Огі Дюк          | Кассандра |
| Йоргос Караміхос | Костас    |